# Delfino Pescara 1936
Delfino Pescara 1936, cunoscut ca Pescara Calcio sau simplu Pescara, este un club de fotbal din Pescara, Italia, care evoluează în Serie C.

## Palmares
- Serie B

- Campioni (2): 1986–87, 2011–12

## Antrenori
| Name                                        | Nationality              | Years   |
| ------------------------------------------- | ------------------------ | ------- |
| Edmondo De Amicis                           | Italia                   | 1937–38 |
| Pietro Piselli                              | Italia                   | 1938–39 |
| Armando Bonino                              | Italia                   | 1939–40 |
| Mario Pizziolo                              | Italia                   | 1940–41 |
| Luigi Ferrero                               | Italia                   | 1941–43 |
| Edmondo De Amicis                           | Italia                   | 1944–45 |
| Giuseppe Marchi                             | Italia                   | 1945–46 |
| József Bánás                                | Ungaria                  | 1946–47 |
| Mario Pizziolo                              | Italia                   | 1947–48 |
| Gino Piccinini                              | Italia                   | 1948–49 |
| Benedetto Stella                            | Italia                   | 1949–50 |
| Luigi Del Grosso                            | Italia                   | 1950–53 |
| Umberto De Angelis                          | Italia                   | 1953–55 |
| Alfredo Notti                               | Italia                   | 1955–56 |
| Alfredo Monza Renato Piacentini Orazio Sola | Italia · Italia · Italia | 1956–57 |
| Renato Piacentini                           | Italia                   | 1957–58 |
| Aurelio Marchese Mario Tontodonati          | Italia · Italia          | 1958–59 |
| Ljubo Benčić Mario Tontodonati              | Iugoslavia · Italia      | 1959–61 |
| Umberto De Angelis                          | Italia                   | 1961–62 |
| Leonardo Costagliola                        | Italia                   | 1962–63 |
| Ljubo Benčić Renato Piacentini              | Iugoslavia · Italia      | 1963–64 |
| Ljubo Benčić Vincenzo Marsico               | Iugoslavia · Italia      | 1964–65 |
| Antonio Giammarinaro Alfredo Notti          | Italia · Italia          | 1965–66 |
| Sergio Cervato                              | Italia                   | 1966–67 |

| Name                                                              | Nationality                       | Years   |
| ----------------------------------------------------------------- | --------------------------------- | ------- |
| Antonio Giammarinaro                                              | Italia                            | 1967–68 |
| Gianni Seghedoni Mario Tontodonati                                | Italia · Italia                   | 1968–69 |
| Dante Lacorata Mario Tontodonati                                  | Italia · Italia                   | 1969–70 |
| Francesco Capocasale                                              | Italia                            | 1970–71 |
| Enzo Falini Vitaliano Patricelli                                  | Italia · Italia                   | 1971–72 |
| Domenico Rosati                                                   | Italia                            | 1972–76 |
| Giancarlo Cadè                                                    | Italia                            | 1976–78 |
| Antonio Valentín Angelillo                                        | Italia                            | 1978–79 |
| Gustavo Giagnoni Claudio Tobia Mario Tontodonati                  | Italia · Italia · Italia          | 1979–80 |
| Aldo Agroppi                                                      | Italia                            | 1980–81 |
| Giuseppe Chiappella Saul Malatrasi Mario Tiddia                   | Italia · Italia · Italia          | 1981–82 |
| Domenico Rosati                                                   | Italia                            | 1982–84 |
| Enrico Catuzzi                                                    | Italia                            | 1984–86 |
| Giovanni Galeone                                                  | Italia                            | 1986–89 |
| Ilario Castagner Edoardo Reja                                     | Italia · Italia                   | 1989–90 |
| Giovanni Galeone Carlo Mazzone                                    | Italia · Italia                   | 1990–91 |
| Giovanni Galeone                                                  | Italia                            | 1991–92 |
| Vincenzo Zucchini                                                 | Italia                            | 1992–93 |
| Gianni Corelli Giorgio Rumignani Franco Scoglio Vincenzo Zucchini | Italia · Italia · Italia · Italia | 1993–94 |
| Francesco Oddo Giorgio Rumignani                                  | Italia · Italia                   | 1994–95 |
| Luigi Maifredi Francesco Oddo                                     | Italia · Italia                   | 1995–96 |

| Name                                                                | Nationality                       | Years                     |
| ------------------------------------------------------------------- | --------------------------------- | ------------------------- |
| Delio Rossi                                                         | Italia                            | July 1996–June 97         |
| Adriano Buffoni Maurizio Viscidi                                    | Italia · Italia                   | 1997–98                   |
| Luigi De Canio Francesco Giorgini                                   | Italia · Italia                   | July 1998–June 99         |
| Giovanni Galeone                                                    | Italia                            | July 1999–Nov 00          |
| Tarcisio Burgnich Giovanni Galeone Delio Rossi                      | Italia · Italia · Italia          | 2000–01                   |
| Ivo Iaconi                                                          | Italia                            | July 2001–May 2004        |
| Cetteo Di Mascio                                                    | Italia                            | 2004                      |
| Giovanni Simonelli                                                  | Italia                            | 2004–June 2005            |
| Maurizio Sarri                                                      | Italia                            | July 2005–July 2006       |
| Davide Ballardini Aldo Ammazzalorso Luigi De Rosa Vincenzo Vivarini | Italia · Italia · Italia · Italia | July 2006–June 2007       |
| Franco Lerda                                                        | Italia                            | July 2007–June 2008       |
| Giuseppe Galderisi                                                  | Italia                            | July 2008–March 2009      |
| Antonello Cuccureddu                                                | Italia                            | 2009–10                   |
| Eusebio Di Francesco                                                | Italia                            | Jan 2010–June 2011        |
| Zdeněk Zeman                                                        | Cehia                             | June 2011–June 2012       |
| Giovanni Stroppa                                                    | Italia                            | June–November 2012        |
| Cristiano Bergodi                                                   | Italia                            | November 2012–March 2013  |
| Cristian Bucchi                                                     | Italia                            | March–June 2013           |
| Pasquale Marino                                                     | Italia                            | June 2013–                |
| Serse Cosmi                                                         | Italia                            | February 2014 – July 2014 |
| Marco Baroni                                                        | Italia                            | August 2014 – May 2015    |
| Massimo Oddo                                                        | Italia                            | May 2015 – February 2017  |
| Luciano Zauri (caretaker)                                           | Italia                            | February 2017             |
| Zdeněk Zeman                                                        | Cehia                             | February 2017 –           |

## Legături externe
- Pescara Calcio official website
- Soccerway Profile
- ESPN Profile Arhivat în 4 noiembrie 2012, la Wayback Machine.